# Joan Baptista Foix i Gual
Joan Baptista Foix i Gual (Barcelona, 12 d'octubre de 1780 - Teià, Maresme, 12 d'octubre de 1865) fou un metge i professor universitari català.
Llicenciat en medicina per la Universitat de Barcelona el 1807, fou deixeble de Francesc Carbonell i Bravo. Participà en la Guerra del Francès en qualitat de facultatiu militar i a partir del 1820 s'incorporà a la Universitat de Barcelona, on ensenyà fins al 1863. El 1820 fou nomenat, per oposició, catedràtic supernumerari amb càrrec de Secretari del Reial Col·legi de Cirurgia de Barcelona. Anteriorment, ja havia opositat a la càtedra a Madrid. Fou separat de la seva càtedra en caure les instituclons liberals en 1823, però, el 1825 va poder reincorporar-se. El 1825 ascendí a catedràtic de nombre, ocupant-se de les assignatures de Terapèutica general, Matèria Mèdica i Art de Receptar, amb les lliçons pràctiques corresponents. El 1832, col·labora amb el metge naturista i catedràtic d'Entomologia, Marià de la Pau Graells, en l'obtenció de la salicina, principi actiu que s'extreu de l'escorça del salze que es considera el precursor natural de l’aspirina.
Va ser deixeble i ajudant de vacunació de Francesc Piguillem i Verdacer, el qual va fer les primeres vacunacions en 1800, amb la vacuna procedent de París. Foix, vacunava al seu domicili amb vacunes provinents de Londres i París. També, va defensar la vacunació contra la verola.
Després de 43 anys d'ensenyament sol·licità la seva jubilació el 1863 i fou substituït a la càtedra per Narcís Carbó i d'Aloi. Fou membre de la Reial Acadèmia de Medicina de Catalunya i president de la comissió de mineria de la Societat Econòmica Barcelonesa d'Amics del País. Va pertànyer i ocupà diferents càrrecs a la Reial Acadèmia de Ciències i Arts de Barcelona per elecció des del 1808, arribant a ocupar el càrrec de president de la RACAB entre els anys 1842 i 1843. Fou president de la comissió de mineria de la Societat Econòmica Barcelonesa d'Amics del País, i col·laborà amb el "Periódico de la Sociedad de Salud Pública de Cataluña" (1821).
Escriví diverses obres relacionades amb la seva especialitat, sovint per a usos pedagògics, sempre en castellà. Únicament redactà en català, segurament per raó del seu caràcter pràctic, la traducció de l'obra de Mateo Seoane Sobral, doctor de la Universitat de Salamanca, Instruccions generals sobre el modo de preservar-se del còlera-morbo epidèmic, ab indicacions acerca de son mètodo curatiu (1834). A més d'aquest escrit, entre les seves obres cal destacar Arte de recetar y formulario práctico conformes a las lecciones públicas dadas en el Real Colegio de Medicina y Cirugía de Barcelona (1835), Breve reseila del origen, progresos y estado actual de la materia médica (1846) i Apuntes sobre la terapéutica general (1858). Publicà un sonet en català a la "Revista Farmacéutica Española". També traduí al castellà uns Cuentecitos para niños y niñas, de l'alemany Christoph von Schmid.